# Puente la Guareña

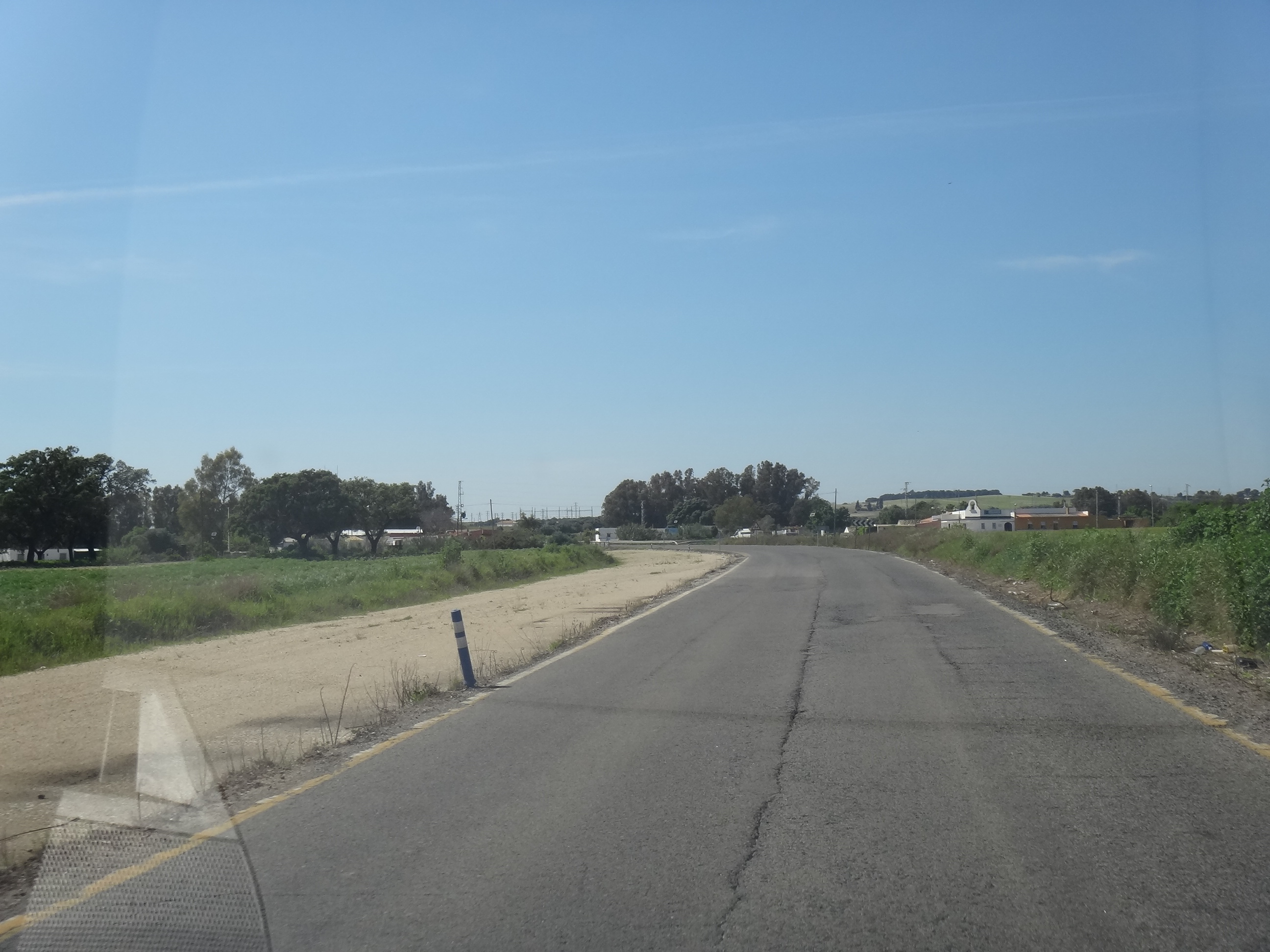
Acceso a La Guareña.

"Puente de la Guareña" es una de las barriadas rurales más antiguas de Jerez de la Frontera.

## Situación
Como en muchas otras pedanías, se está realizando la reordenación del territorio
El poblado se encuentra vertebrado a lo largo de la carretera A-2003.

## Comunicaciones
La barriada está comunicada con el exterior mediante varios puentes sobre el río Guadalete, que el diversas ocasiones se han inundado

## Fiestas
Celebra su verbena anual en verano

## Recursos
Recientemente se ha abierto un aula para formación de adultos, que se suma al centro social
En 2021 se inaugura un parque biosaludable